# NIST SP 800
NIST SP 800 är en samling standarder och rekommendationer inom informationsteknologisäkerhet (IT-säkerhet) utgivna av Computer Security Resource Center inom National Institute of Standards and Technology.
Publikationerna finns för fri nedladdning på http://csrc.nist.gov. Några exempel:
- NIST SP 800-12 An Introduction to Computer Security: The NIST Handbook
- NIST SP 800-14 Generally Accepted Principles and Practices for Securing Information Technology Systems
- NIST SP 800-13 Telecommunications Security Guidelines for Telecommunications Management Network

NIST SP 800 standarderna används ofta som ett alternativ till ISO 17799, framför allt i länder som har inte ratificerat ISO 17799, bland annat USA, Tyskland och Japan.